# Hollaback Girl
Singles de Gwen Stefani
Rich Girl
(2004) Cool
(2005)
Pistes de Love. Angel. Music. Baby.
Rich Girl
(2) Cool
(4)
Hollaback Girl est une chanson du premier album solo de Gwen Stefani Love. Angel. Music. Baby. (2004). Écrite par Pharrell Williams et Gwen Stefani, elle puise ses influences à la fois dans le ragga et le hip-hop des années 1980.
Elle est une réponse à une déclaration de Courtney Love dans une interview au magazine américain Seventeen disant que la chanteuse était « une pom-pom girl ».
Le clip, mettant en vedette Stefani dans le rôle d'une pom-pom girl d'un lycée californien, a été réalisé par Paul Hunter et tourné en janvier 2005.

## Titre
Selon le Urban Dictionary, « Hollaback Girl » est un terme inventé pour l'occasion par Gwen Stefani. Il est construit sur base du terme « Cheerleader » (littéralement « meneuse d'encouragements, de claque ») qui désigne la personne chargée de diriger le groupe de pom-pom girls et de lancer les chants. 
Selon le sens déductible du mot inventé par Gwen Stefani, la hollaback girl serait une des filles de second plan qui reprendrait les chants. Par exemple, la cheerleader crierait : « donnez-moi un "B" » et le reste de l'équipe répondrait "B" en criant (would holla back).
La définition donnée par le Urban Dictionary pour Hollaback est la suivante : « Quelqu'un qui est inférieur, de classe basse, qui doit répondre à des personnes supérieures à elle » (« Someone who is inferior, low class, has to answer back to people above them »).

## Écriture et inspiration
Gwen Stefani a travaillé avec The Neptunes (Pharrell Williams and Chad Hugo) lors des débuts d’écriture de Love. Angel. Music. Baby. Cependant, un cas de syndrome de la page blanche a donné lieu, d’après certaines informations, à des collaborations qui manquaient d'inspiration.
La chanson contient un échantillon de Another One Bites the Dust du groupe Queen à 1 minute 54.

## Accueil commercial
Cette chanson est sortie le 8 février 2005 et est le troisième single de l'album. Hollaback Girl a été une des chansons les plus populaires de cette année-là, et a atteint le top 10 de la majorité des hit parade où elle est entrée. Elle a atteint la première place en Australie et aux États-Unis, où elle est devenue le premier téléchargement numérique avec un million de ventes. En octobre 2005, elle est devenue le premier titre ayant dépassé 1 million de ventes en ligne. La chanson a eu de nombreuses nominations pour des récompenses, comme le Grammy Award de la meilleure chanteuse pop et le Grammy Award de l'enregistrement de l'année à la 48e cérémonie des Grammy Awards ; mais pourtant elle a divisé les critiques de la musique pop. Le CD du single porte la mention « Parental Advisory: Explicit Content » (Avis Parental: Contenu Explicite), même si l'album ne l'a pas.

## Classement
| Classement (2005)                       | Meilleure position |
| --------------------------------------- | ------------------ |
| Allemagne (Media Control AG)            | 5                  |
| Australie (ARIA)                        | 1                  |
| Autriche (Ö3 Austria Top 40)            | 5                  |
| Belgique (Flandre Ultratop 50 Singles)  | 6                  |
| Belgique (Wallonie Ultratop 50 Singles) | 16                 |
| Danemark (Tracklisten)                  | 5                  |
| États-Unis (Hot 100)                    | 1                  |
| États-Unis (Adult Pop Songs)            | 18                 |
| États-Unis (Dance Club Songs)           | 15                 |
| États-Unis (R&B/Hip-Hop Songs)          | 8                  |
| États-Unis (Pop Airplay)                | 1                  |
| Finlande (Suomen virallinen lista)      | 8                  |
| France (SNEP)                           | 17                 |
| Italie (FIMI)                           | 6                  |
| Norvège (VG-lista)                      | 6                  |
| Nouvelle-Zélande (RMNZ)                 | 3                  |
| Pays-Bas (Single Top 100)               | 7                  |
| Suède (Sverigetopplistan)               | 7                  |
| Suisse (Schweizer Hitparade)            | 6                  |
| Royaume-Uni (UK Singles Chart)          | 4                  |